# 吉見郵便局
吉見郵便局（よしみゆうびんきょく）
- 埼玉県比企郡吉見町にある郵便局。本記事にて記述する。
- 山口県下関市にある郵便局。局番号は55170。

吉見郵便局（よしみゆうびんきょく）は埼玉県比企郡吉見町にある郵便局。民営化前の分類では集配特定郵便局であった。

## 概要
住所：〒355-0199 埼玉県比企郡吉見町久保田1626-8

## 沿革
- 1874年（明治7年）1月2日 - 下細谷（しもほそや）郵便取扱所として開設[1]。
- 1875年（明治8年）1月1日 - 下細谷郵便局（五等）となる。
- 1885年（明治18年）5月16日 - 貯金取扱を開始。
- 1892年（明治25年）5月16日 - 為替取扱を開始。
- 1911年（明治44年）5月16日 - 南吉見郵便局に改称。
- 1954年（昭和29年）11月11日 - 吉見郵便局[2]に改称[3]。
- 1973年（昭和48年）1月24日 - 電話交換業務を東松山電報電話局に、和文電報配達業務を東松山電報電話局および鴻巣電報電話局にそれぞれ移管。
- 1975年（昭和50年）8月11日 - 吉見町下細谷から同町久保田字町田（現在地）に移転。
- 2007年（平成19年）2月11日 - 同日をもって時間外窓口を廃止。
- 2007年（平成19年）10月1日 - 民営化に伴い、併設された郵便事業東松山支店吉見集配センターに一部業務を移管。
- 2012年（平成24年）10月1日 - 日本郵便株式会社発足に伴い、郵便事業東松山支店吉見集配センターを吉見郵便局に統合。

## 取扱内容
- 郵便、印紙、ゆうパック、内容証明
- 貯金、為替、振替、振込、国際送金、国債、投資信託
- 生命保険、バイク自賠責保険、がん保険、引受条件緩和型医療保険
- ゆうちょ銀行ATM
- 比企郡吉見町内の集配業務（東松山郵便局による統括）

## 周辺
- 吉見町役場
- 比企広域消防本部東松山消防署吉見分署
- 道の駅いちごの里 よしみ
- 東洋製罐埼玉工場
- マレリ吉見工場

## アクセス
- 川越観光バス 久保田停留所、吉見町巡回バス 吉見郵便局南停留所下車
- 関越自動車道 東松山ICから東へ約7.5km
- 駐車場あり：11台